# Badu Bonsu II

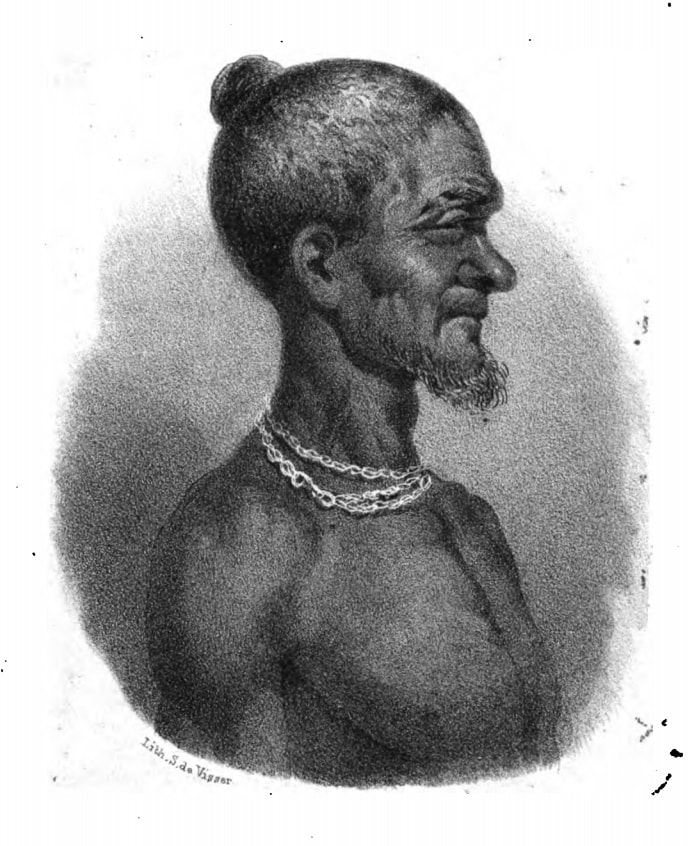
Badu Bonsu II

Badu Bonsu II was de leider van de Ahanta en een Ghanese koning die in 1838 ter dood werd gebracht door de Nederlanders, die toentertijd de macht hadden in Ghana (destijds: Goudkust).
Hij werd opgehangen nadat hij was veroordeeld voor de moord op twee Nederlandse gezanten. De hoofden van de gezanten hingen als trofee aan zijn troon. Daarom werd als bijkomende straf na de terechtstelling door een Nederlandse chirurgijn zijn hoofd verwijderd. Terwijl zijn onthoofde lichaam anoniem werd begraven of geloosd, werd zijn hoofd naar Nederland gebracht, en voor wetenschappelijk onderzoek ter beschikking gesteld van de Universiteit Leiden. Schedelonderzoek was in de 19e eeuw een belangrijk onderdeel van de Volkenkunde. Later kwam het hoofd als curiositeit terecht in het Anatomisch Museum van het Leids Universitair Medisch Centrum, bewaard in formaldehyde.
In oktober 2008 bracht de president van Ghana John Kufuor een staatsbezoek aan Nederland. Bij het staatsbanket zat ook de schrijver Arthur Japin aan, die tijdens zijn research voor de roman "De zwarte met het witte hart" het museum had bezocht. Hij vertelde zowel de president als koningin Beatrix over zijn ontdekking, en was een week later te gast bij Pauw & Witteman.
In maart 2009 kondigde minister Ronald Plasterk aan dat het zou worden teruggegeven aan zijn vaderland voor een juiste begrafenis.
Op 23 juli 2009 gaf Nederland officieel het koningshoofd terug aan een delegatie van tien Ghanese koningen in een ceremonie gehouden op het ministerie van Buitenlandse Zaken in Den Haag.